# Sabirs
Els sabirs eren una ètnia que habitava la depressió del Caspi abans de l'arribada dels àvars euroasiàtics. Sembla que eren un poble túrquic, possiblement d'origen en els huns. El nom de Sabir ha estat lligat, per part d'alguns estudiosos, al de Sibèria (però hi ha altres alternatives etimològiques derivades dels Mansis/Vogul) i fins i tot de molt més cap a l'orient en el grup Hsien-pi.

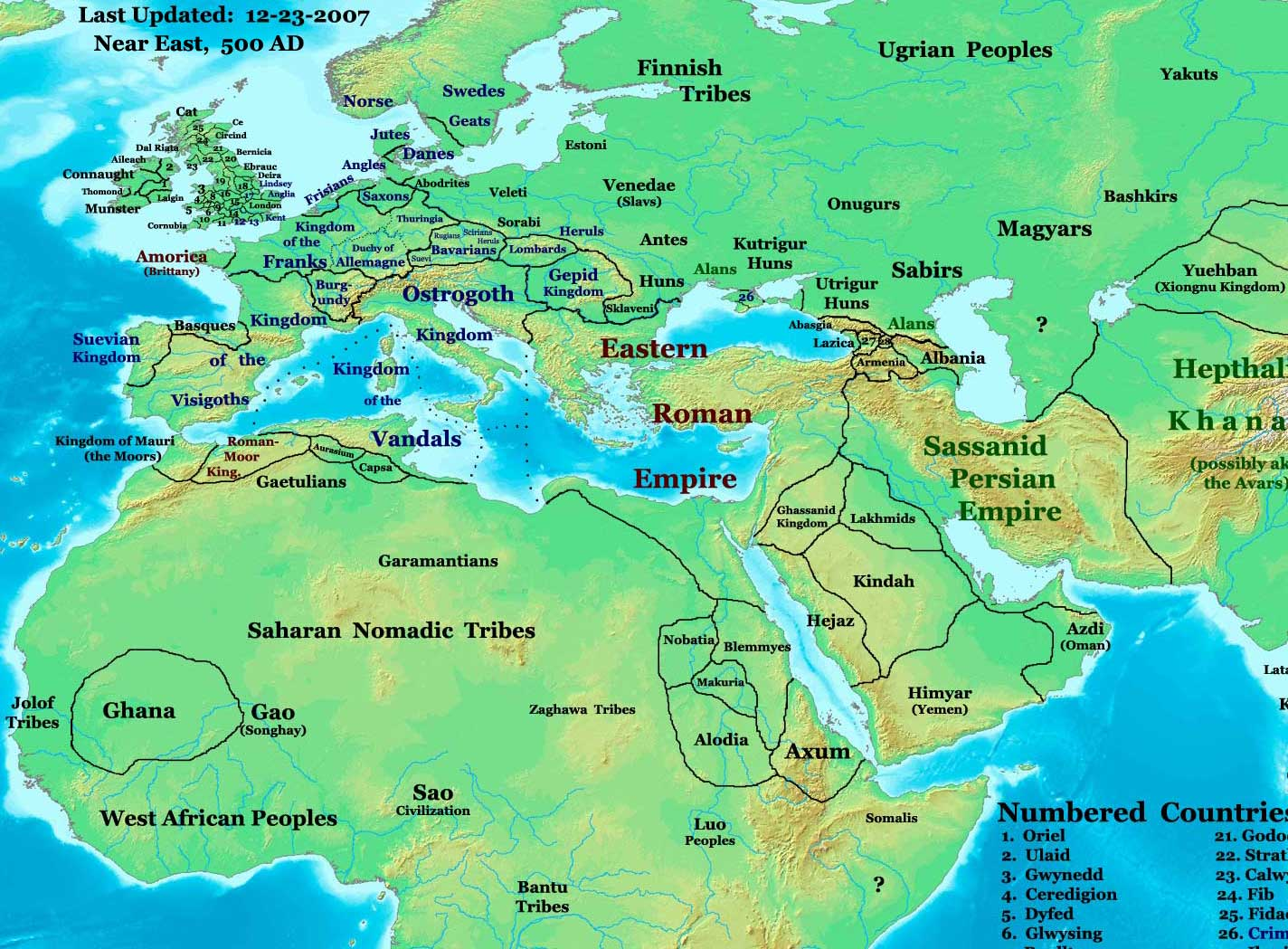
Àsia occidental cap a l'any 500, mostrant els Sabirs i els seus pobles veïns.

Els sabirs vivien predominantment a l'estepa pòntica limitada a l'est per la mar Càspia, i a l'oest per la Mar negra essent el límit sud les muntanyes del Caucas. Prisc menciona que els sabirs atacaren les tribus saragur, urog i Unogur l'any 461, desplaçant-los a través del Volga, com a resultat d'haver estat atacats ells mateixos pels àvars. L'any 515 atacaren territoris de Pèrsia i de l'Imperi Romà d'Orient. Finalment s'aliaren amb els perses sassànides i envaïren el Caucas. Cap a l'any 700 desaparegueren del registre històric sent probablement assimilats pels khàzars i els búlgars.
El document romà d'Orient, Sobre l'administració de l'imperi menciona que els Turkoi (el nom romà dels húngars) abans rebien el nom de Sabartoi asphaloi (potser aquesta expressió vol dir els autèntics sabirs). Tanmateix, els documents romans normalment es refereixen als sabirs com els Sabiroi.